# Солтитюд (стадион)
„Солтитюд“ е футболен стадион в град Белфаст, столицата на Северна Ирландия.
Построен е през 1890 г. и разполага с капацитет от 6224 места. Приема домакинските срещи на местния футболен отбор ФК Клифтънвил.